# Faddi Máté
Faddi Máté (Kiskunhalas, 1965. szeptember 19. –) magyar labdarúgó.

## Pályafutása
A Jánoshalmi SE csapatában kezdte a labdarúgást és 1984-ben lett a Videoton első csapatának tagja, mikor a fehérváriak az UEFA-kupában ezüstérmesek lettek. Egy mérkőzésen szerepelt, a Manchester United elleni székesfehérvári visszavágó meccsen csereként lépett pályára Vaszil Gyula helyett. A Videotonban összesen csak 14 bajnoki mérkőzésen szerepelt 1988-ig, nem tudott alapemberré válni a csapatban.
Az 1992-93-as szezonban az NB II-es Bajai FC labdarúgója volt, ahol 2005 játszott. Ezután a Bátaszék játékosedzője, 2007-től a csapat szakmai igazgatója lett.

## Sikerei, díjai
- UEFA kupa
  - döntős: (1984–1985)
- Magyar bajnokság
  - 3.: 1984–1985